# Andréi Mizúrov
Andréi Anatólievich Mizurov (Karagandá, Kazajistán, 16 de marzo de 1973) es un ciclista kazajo que fue profesional entre 1998 y 2014.

## Palmarés
| 1995 - Campeonato Asiático Contrarreloj 1997 (como amateur) - Tour de Irán-Azerbaiyán - Tour de Croacia 1999 - Campeonato Asiático Contrarreloj - Campeonato de Kazajistán Contrarreloj 2000 - 3.º en el Campeonato de Kazajistán Contrarreloj - 2.º en el Campeonato de Kazajistán en Ruta 2001 - Campeonato de Kazajistán en Ruta 2002 - Campeonato de Kazajistán Contrarreloj 2004 - 2.º en el Campeonato de Kazajistán Contrarreloj - Campeonato de Kazajistán en Ruta - 1 etapa del Vuelta al Lago Qinghai 2005 - 1 etapa del Tour de Japón - Gran Premio Hydraulika Mikolasek - 2.º en el Campeonato de Kazajistán en Ruta - Tour de China, más 1 etapa - Vuelta Independencia Nacional - UCI Asia Tour 2006 - 1 etapa en el Tour de Bretaña - 3 etapas en el Tour de Guadalupe - Campeonato Asiático Contrarreloj | 2007 - 3.º en el Campeonato de Kazajistán Contrarreloj - 2.º en el Campeonato de Kazajistán en Ruta 2008 - Campeonato de Kazajistán Contrarreloj 2009 - Campeonato de Kazajistán Contrarreloj - Vuelta al Lago Qinghai, más 1 etapa - Tour del Este de Java, más 1 etapa - 2.º en el Campeonato Asiático Contrarreloj - 2.º en el UCI Asia Tour 2010 - Campeonato de Kazajistán Contrarreloj - 1 etapa del Tour de Irán-Azerbaiyán - Tour de Kumano - Campeonato Asiático Contrarreloj 2011 - 2.º en el Campeonato de Kazajistán Contrarreloj - Campeonato de Kazajistán en Ruta 2013 - 2.º en el Campeonato Asiático Contrarreloj - 3.º en el Campeonato Asiático en Ruta - Campeonato de Kazajistán Contrarreloj |

## Resultados en Grandes Vueltas y Campeonatos del Mundo
| Carrera              | Carrera              | 1996 | 1997 | 1998 | 1999 | 2000 | 2001 | 2002 | 2003 | 2004 | 2005  | 2006 | 2007 | 2008 | 2009 | 2010 | 2011 | 2012 | 2013 | 2014 |
| -------------------- | -------------------- | ---- | ---- | ---- | ---- | ---- | ---- | ---- | ---- | ---- | ----- | ---- | ---- | ---- | ---- | ---- | ---- | ---- | ---- | ---- |
|                      | Giro de Italia       | —    | —    | —    | —    | —    | —    | 37.º | —    | —    | —     | —    | 21.º | 66.º | —    | —    | —    | —    | —    | —    |
|                      | Tour de Francia      | —    | —    | —    | —    | —    | —    | —    | —    | —    | —     | —    | —    | —    | —    | —    | —    | —    | —    | —    |
|                      | Vuelta a España      | —    | —    | —    | —    | —    | —    | —    | —    | —    | —     | —    | —    | —    | —    | —    | 59.º | —    | —    | —    |
| Mundial en Ruta      | Mundial en Ruta      | —    | —    | Ab.  | Ab.  | —    | Ab.  | 97.º | 48.º | —    | 101.º | —    | ―    | —    | ―    | —    | ―    | —    | —    | ―    |
| Mundial Contrarreloj | Mundial Contrarreloj | 28.º | —    | 22.º | 37.º | —    | 23.º | 46.º | 26.º | —    | ―     | —    | 8.º  | —    | ―    | —    | —    | —    | ―    | —    |

―: no participa
Ab.: abandono